# Matti Pellonpää

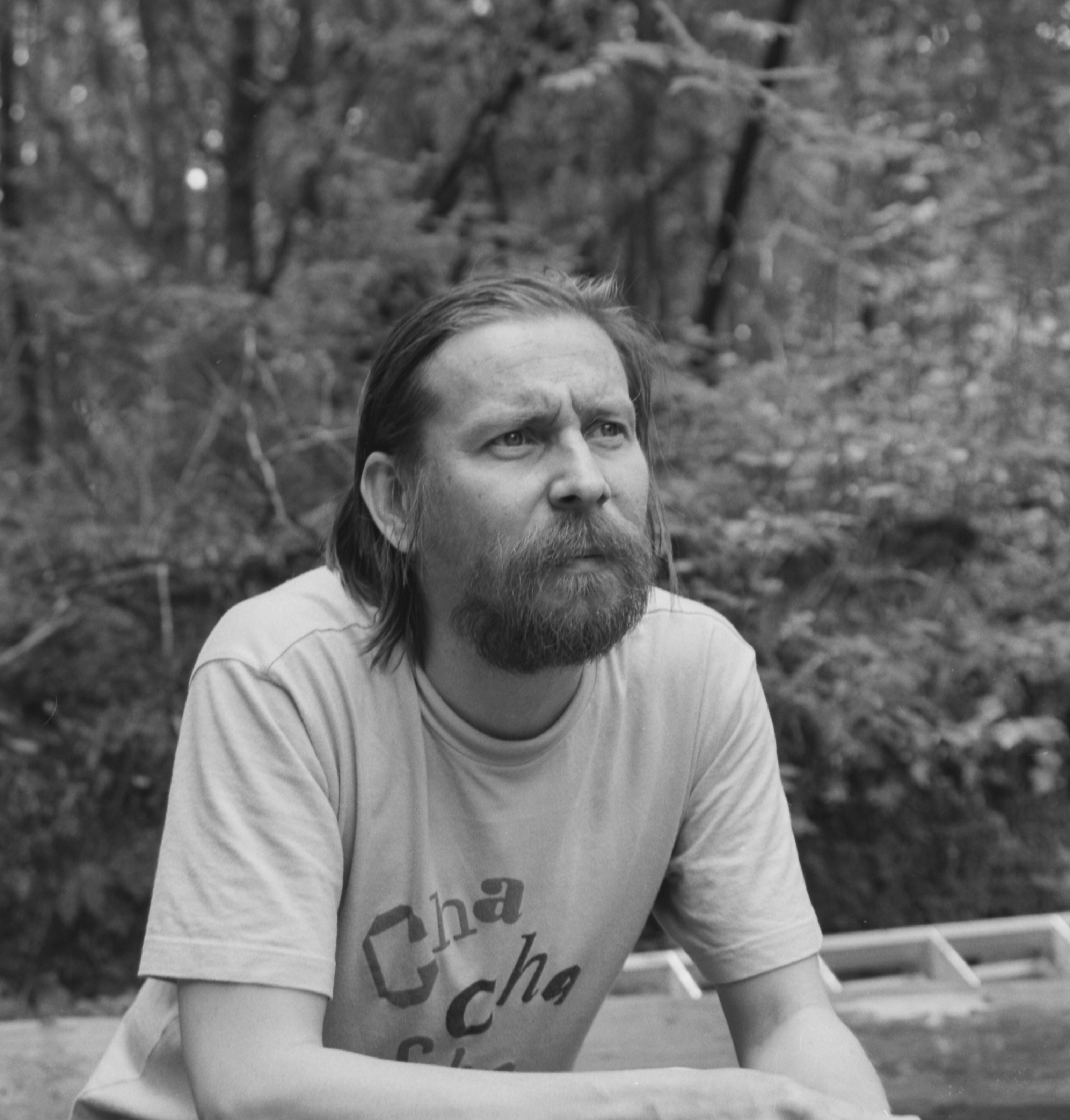
Matti Pellonpää im Jahr 1990

Matti Kalervo Pellonpää (* 28. März 1951 in Helsinki; † 13. Juli 1995 in Vaasa) war ein finnischer Schauspieler.
Er begann seine Karriere 1962 als Hörspielakteur bei der staatlichen finnischen Rundfunkanstalt YLE. Als Schauspieler wirkte er seit Anfang der 1970er Jahre an diversen Amateurtheatern. In dieser Zeit machte er eine Ausbildung an der Finnischen Theater Akademie, die er 1977 abschloss.
In den 1980er Jahren wurde Matti Pellonpää vor allem durch Filme der Brüder Aki und Mika Kaurismäki, in denen er meistens gesellschaftliche Außenseiter verkörperte, auch international bekannt.
1993 wurde Matti Pellonpää als bester europäischer Darsteller des Jahres mit dem „Felix“ der Europäischen Film-Akademie ausgezeichnet.
Matti Pellonpää starb am 13. Juli 1995 an einem Herzinfarkt.

## Filmografie (Auswahl)
- 1983: Crime and Punishment (Rikos ja Rangaistus)
- 1985: Calamari Union
- 1986: Schatten im Paradies
- 1988: Ariel
- 1989: Cha Cha Cha
- 1989: Leningrad Cowboys Go America
- 1990: Räpsy und Dolly
- 1991: Night on Earth
- 1991: Das Leben der Bohème
- 1991: Zombie und die Geisterbahn (Zombie ja kummitusjuna)
- 1993: Die letzte Grenze (The last border – viimeisellä rajalla)
- 1994: Die Leningrad Cowboys treffen Moses (Leningrad Cowboys Meet Moses)
- 1994: Tatjana – Take Care Of Your Scarf